# Lijst van weg- en veldkruisen in Meerssen
Dit is een onvolledige lijst van weg- en veldkruisen in de gemeente Meerssen. Onder kruisen wordt verstaan: alle weg-, veld- en hagelkruisen ed. De kruisen op kerkhoven of op gevels en daken van gebouwen zijn buiten beschouwing gelaten.
Bij enkele kruisen staat het huisnummer aangegeven van de woning die erbij ligt.
| Adres                                              | Plaats             | Plaatsingsjaar | Soort kruis      | Extra informatie | Foto                                                  |
| -------------------------------------------------- | ------------------ | -------------- | ---------------- | --- | ----------------------------------------------------- |
| Catharina Daemenstraat-Kloosterweg                 | Bunde              | 1926           | Dankkruis        | |                                                       |
| Dennenberg-Kloosterweg                             | Bunde              |                |                  | |                                                       |
| Groeneweg-Hoolhuis                                 | Bunde              |                |                  | |                                                       |
| Groeneweg-Vliekerweg                               | Bunde              | 1922           |                  | |                                                       |
| Harlee-Patronaatstraat                             | Bunde              |                |                  | |                                                       |
| Kasennerweg                                        | Bunde              |                |                  | |                                                       |
| Kasennerweg-Wonkelestraat                          | Bunde              |                |                  | |                                                       |
| Kloosterberg-Prinses Wilhelminaweg                 | Bunde              |                |                  | |                                                       |
| Kloosterweg-Koningin Julianastraat                 | Bunde              |                |                  | |                                                       |
| Maastrichterweg-Wonkelestraat                      | Bunde              |                |                  | |                                                       |
| Maastrichterlaan-Meerssenhoven                     | Bunde              |                |                  | |                                                       |
| Meerstraat                                         | Bunde              |                |                  | |                                                       |
| Roggeveldstraat-Pasweg                             | Bunde              | 1996           |                  | Geplaatst bij het afscheid van de Zeer Eerw. Heer Pastoor B.M.Th Goumans, op 21 januari 1996.                                  |                                                       |
| Prins Bernhardlaan-Prinses Christinalaan           | Bunde              |                |                  | |                                                       |
| Vliekerweg-Vliegveldweg                            | Bunde              |                |                  | |                                                       |
| Voulwames (bij nr. 1)                              | Bunde              |                |                  | |                                                       |
| Burgemeester Thijssenlaan-Marktplein               | Geulle             |                |                  | |                                                       |
| Cruisboomveld-Heirveld                             | Geulle             |                |                  | |                                                       |
| Kerkplein (bij nr. 9)                              | Geulle aan de Maas | 1870           |                  | Geplaatst ter gelegenheid van het 50-jarig priesterfeest van de Zeer Eerw. Heer Pastoor Servaas Swelsen, op 26 september 1870. |                                                       |
| Bonnaertsweg (bij nr. 44)                          | Geulle-Brommelen   |                |                  | |                                                       |
| Brommelen (bij nr. 35)                             | Geulle-Brommelen   |                |                  | |                                                       |
| Bruggelkes-Bruggelkesvoetpad                       | Geulle-Brommelen   |                |                  | |                                                       |
| Hoogveldweg-Pastoor Creusenplantsoen               | Meerssen           |                |                  | |                                                       |
| Humcoverstraat-Pastoor M. Sterckenstraat           | Meerssen           |                |                  | |                                                       |
| Kruisstraat-Volderstraat                           | Meerssen           |                |                  | |                                                       |
| Lange Raarberg-Korte Raarberg                      | Meerssen           | 1982           | Dankkruis        | |                                                       |
| Lange Raarberg-Molenweg                            | Meerssen           |                |                  | |                                                       |
| Markt-Kerksteeg                                    | Meerssen           | 2005           | Herdenkingskruis | Geplaatst als nagedachtenis aan de overleden leden van Schutterij Sint Remigius.                                               |                                                       |
| Molenveldweg-Parallelweg                           | Meerssen           |                |                  | | Veldkruis aan de Molenveldweg-Parallelweg in Meerssen |
| Oude Steeg-Weert                                   | Meerssen           | 2001           |                  | |                                                       |
| Pastoor J. Aussemstraat-Pastoor L. Canisiusstraat  | Meerssen           | 1995           |                  | Geplaatst vanwege het 40-jarig bestaan van Parochie Sint-Jozef Arbeider.                                                       |                                                       |
| Raar-Schimmertweg                                  | Meerssen           |                |                  | |                                                       |
| Bospad (bij nr. 3)                                 | Moorveld           |                |                  | |                                                       |
| Heerenstraat-Schonen Steijnweg                     | Moorveld           |                |                  | |                                                       |
| Vliegveldweg-Schonen Steijnweg                     | Moorveld           | 1887           |                  | |                                                       |
| Heideweg-Oliemolenweg                              | Rothem             |                |                  | |                                                       |
| Holstraat-Kuilenstraat                             | Rothem             |                |                  | |                                                       |
| Beekerweg-Burgemeester Visscherstraat              | Ulestraten         |                |                  | |                                                       |
| Beekerweg-Groot Berghem                            | Ulestraten         |                |                  | |                                                       |
| Burgemeester Visscherstraat-Pastoor van Eijsstraat | Ulestraten         |                |                  | |                                                       |
| Genzon-Klein Berghemmerweg                         | Ulestraten         | 1868 en 1985   |                  | |                                                       |
| Hekstraat-Nieuwe Vliekerweg                        | Ulestraten         |                | Herdenkingskruis | |                                                       |
| Hoolstraat-Waterval                                | Ulestraten         | 2009           |                  | |                                                       |
| Sint Catharinastraat-Vliek                         | Ulestraten         |                |                  | Het corpus van het kruis werd gemaakt door Gène Eggen.                                                                         |                                                       |
| Waterval                                           | Ulestraten         |                |                  | |                                                       |
| Waterval (bij nr. 4)                               | Ulestraten         | 2009           |                  | Het kruis stond tot de brand in 2004 op de spits van de Sint Martinuskerk van Stein.                                           |                                                       |